# Herb gminy Czastary
Herb gminy Czastary – symbol gminy Czastary.

## Wygląd i symbolika
Herb przedstawia na tarczy z popielatą obwódką w polu dzielonym w pas koloru biało-czerwonego wizerunek zielonego świerku, a ponad nim złotą koronę jagiellońską.